# Leipziger Universitäts-Sängerschaft zu St. Pauli in Mainz
Die Leipziger Universitäts-Sängerschaft zu St. Pauli in Mainz ist eine fakultativ schlagende, farbentragende und Musische Studentenverbindung an der Johannes Gutenberg-Universität in Mainz. Sie gilt als die zweitälteste Universitäts-Sängerschaft Deutschlands. Sie trägt die Farben Hellblau, Weiß und Dunkelblau mit der Percussion Silber und gehört dem Dachverband Deutsche Sängerschaft (Weimarer CC) an.

## Geschichte
Die  Sängerschaft wurde am 4. Juli 1822 von Traugott Wagner in Leipzig mit anfangs 16 Mitgliedern als Universitätssängerverein zu St. Pauli gegründet. Sie ist somit nach der Sängerschaft Leopoldina Breslau zu Köln die zweitälteste Sängerschaft Deutschlands. Ursprünglicher Zweck war die Leitung des Kirchengesanges in der Universitätskirche. Bis 1833 war die Anzahl der aktiven Mitglieder auf 24 beschränkt, ab 1833 dann unbeschränkt. Seit 1848 war der Paulinerchor fester Teil der Konzertaufführungen des Gewandhauses. Anfangs noch reiner Universitätschor, in dem auch Mitglieder anderer Studentenverbindung mitsangen, nahm der Paulus mehr und mehr korporative Formen an. In den 1850er Jahren werden Zirkel und Wappen eingeführt sowie Blau-Weiß als Vereinsfarben angenommen. Ab 1859 ist Chargenwichs mit blau-weiß-blauer Schärpe nachweisbar. Seit 1865 hatte sich eine blaue Mütze als Unicolore eingebürgert. Seit 1875 ist der Paulus eine geschlossene Korporation, Mitgliedschaften in anderen Leipziger Studentenverbindungen waren nicht mehr möglich. Es folgte die Einführung von Bierzipfeln und nach 1880 spielte die Frage der unbedingten Satisfaktion eine immer größere Rolle. Pauliner belgten in dieser Zeit bei der Landsmannschaft Afrania oder dem Corps Budissa bei Bedarf Waffen. Nachdem ab WS 1899/00 auch das dreifarbige Band angelegt wurde, war die Entwicklung zur farbentragenden Korporation mit unbedingter Satisfaktion abgeschlossen. 1893 konnten 1200 Mitglieder gezählt werden. In der Zeit des Nationalsozialismus kam es zur Gleichschaltung der gesamten Gesellschaft und somit zur Auflösung der Aktivitas. Die Pauliner wurden dadurch in die Kameradschaft Theodor Körner eingegliedert. Nachdem der Altherrenverband bereits nach dem Kriegsende 1949 wieder tagte, gründete sich die Verbindung 1953 in Mainz als Leipziger Universitätssängerschaft zu St. Pauli in Mainz neu. 1956 erwarb die Studentenverbindung ein Haus in Mainz-Gonsenheim, welches diese zwischen 1963 und 1964 umbauten. Die Hausweihe erfolgte am 24. Juli 1965. Seit 1889 bringt die Verbindung eine eigene Zeitung, die Pauliner Zeitung, kurz PZ, heraus.

## Bekannte Mitglieder
Mitglieder der Leipziger Universitäts-Sängerschaft zu St. Pauli in Mainz waren unter anderem die bekannten Musiker, Komponisten und Dichter:
Musiker, Komponisten und Musikwissenschaftler
- Rudolf Bockelmann
- Johannes Brahms
- Friedrich Brandes, Universitätsmusikdirektor, Dirigent
- Max Bruch
- Paul Devrient, Operntenor sowie Stimm- und Rhetoriklehrer Adolf Hitlers
- Albert Dietrich, Komponist und Dirigent
- Philipp Gretscher, Sänger und Komponist
- Moritz Hauptmann
- Hermann Kretzschmar, Universitätsmusikdirektor, Musikwissenschaftler
- Conradin Kreutzer (Ehrenmitglied)
- Hermann Langer, Universitätsmusikdirektor der Universität Leipzig
- Arthur Nikisch
- Oscar Paul, Musikwissenschaftler
- Heinrich Platzbecker (1860–1937), Komponist und Pianist
- Max Reger
- Robert Schumann
- Louis Spohr
- Albert Thierfelder, Universitätsmusikdirektor
- Helmuth Thierfelder (1897–1966), Kapellmeister
- Georg Fritz Weiß, Hofopernsänger, Schauspieler und Übersetzer

Dichter und Schriftsteller
- Konrad Beyer
- Hans Ferdinand Helmolt
- Otto Roquette (Ehrenmitglied)
- Friedrich Rückert
- Joseph Victor von Scheffel (Ehrenmitglied)

Politiker, Wissenschaftler und andere
- Paul Bang, Staatssekretär im Reichswirtschaftsministerium, Mitglied des Reichstags
- Adolf Baring (1860–1945), Jurist, königlich sächsischer Oberlandesgerichtsrat
- Waldemar Becké, Oberbürgermeister von Bremerhaven
- Georg Bellmann, Mitglied des Reichstags
- Ernst Rudolf Bierling, Professor der Rechtswissenschaften, Mitglied des Preußischen Abgeordnetenhauses
- Viktor Böhmert, Journalist
- Karl Buchheim, Historiker
- Edmund Drechsel, Chemiker und Pharmakologe
- Gerhard Ficker (1865–1934), deutscher evangelischer Theologe, Universitätsprofessor in Kiel, Geheimer Konsistorialrat[4]
- Johannes Ficker, Theologieprofessor
- Martin Ficker, Hygieniker, Bakteriologe
- Julius Frühauf, Professor der Nationalökonomie, Mitglied des Reichstags
- Hermann Granzow, Jurist und u. a. Richter am Volksgerichtshof
- Rudolf Grau, Theologieprofessor
- Karl Gunkel, Reichsgerichtsrat
- Otto Härtwig, Oberbürgermeister in Chemnitz 1933–36[5]
- Ewald Hering, Professor der Medizin, Physiologe, Hirnforscher, Träger des Pour le Mérite
- Otto Heubner, Mitbegründer der Kinderheilkunde, Medizinprofessor
- Georg Theodor Hoffmann, Reichsgerichtsrat
- Max Hollrung, Phytomediziner
- Paul Jannasch (1841–1921), deutscher Chemiker, Universitätsprofessor in Heidelberg[6]
- Alfred Jeremias, Theologieprofessor, Altorientalist
- Emil Kautzsch, evangelischer Theologe
- Johannes Käubler, Oberbürgermeister in Bautzen, MdL (Sachsen)[7]
- Fritz Koch, Senatspräsident am Reichsfinanzhof[8]
- August Köhler, Gouverneur von Togoland (Deutsche Kolonie)
- Rudolf Kötzschke, Historiker
- Otto Richard Kraetzschmar, Theologieprofessor
- Hermann von Kuhl, Mitglied beider Klassen des Ordens Pour le Mérite, General, Historiker
- Karl Lamprecht, Historiker (Ehrenmitglied)
- Friedrich Laue, Oberbürgermeister in Sondershausen[9]
- Arthur Looss, Zoologe
- Bruno Mann, Oberbürgermeister von Erfurt
- Johannes Friedrich Müller, Bürgermeister in Chemnitz
- Hans Neumerkel Reichsgerichtsrat, gestorben 1946 (NKWD-Speziallager Nr. 1 Mühlberg[10])
- Theodor Niemeyer, Völkerrechtler
- Johannes Oertel, Oberbürgermeister von Zittau
- Albert Plücker, Mediziner
- Hermann Rentzsch, Mitglied des Reichstags, Mitglied des sächsischen Landtags
- Detlev Karsten Rohwedder, Vorsitzender der Treuhandanstalt, Träger des Bundesverdienstkreuzes, RAF-Opfer
- Friedrich Schatz, Professor der Medizin, Gynäkologe, Rektor der Universität Rostock
- Alfred Schöne, Literaturhistoriker
- Rudolf Schurig, Ministerpräsident (Sachsen) und sächsischer Justizminister
- Wilhelm Teudt, Theologe, völkisch-antisemitischer Laienforscher
- Woldemar Voigt, Professor der Physik
- Otto Wagner, Oberbürgermeister von Jena und Breslau
- Theodor Weber, Professor der Medizin
- Karl Louis Wehinger, sächsischer Parlamentarier und Landgerichtspräsident[11]
- Johannes Weißenborn, Völkerkundler und Museumsbeamter
- Theodor A. Wohlfahrt (1907–2006), Zoologe (Lepidopterologie)
- Ernst Zitelmann, Jurist, Schriftsteller
- Walter Zwingenberger, Oberbürgermeister von Zittau (1923–1944)[12]